# Caponina chinacota
Caponina chinacota är en spindelart som beskrevs av Norman I. Platnick 1994. Caponina chinacota ingår i släktet Caponina och familjen Caponiidae.
Artens utbredningsområde är Colombia. Inga underarter finns listade.